# Mirandaphera cayrei
Mirandaphera cayrei is een slakkensoort uit de familie van de Cancellariidae. De wetenschappelijke naam van de soort is voor het eerst geldig gepubliceerd in 2002 door Bouchet & Petit.